# Il convegno dei cinque
Il convegno dei cinque è stato un talk show radiofonico italiano. Essendo andato in onda per 44 anni, è stato uno dei più longevi programmi radiofonici italiani.

## Storia
Nel gennaio del 1946 Silvio D'Amico, chiamato dalla Direzione della RAI di Roma, per alcune offerte di collaborazione, pone le basi per una nuova trasmissione, che aveva come progetto centrale quello di riunire un gruppo di esperti che, davanti ad un microfono, rispondessero alle domande degli ascoltatori pervenute per lettera. La cura del programma fu affidata al professor Emilio Servadio.
Nacque così la storica trasmissione Il convegno dei cinque destinata a divenire una delle più longeve dell'Azienda, e che vide come ospite molto frequente proprio il professor Servadio, mentre si avvicendarono intorno al tavolo vari esperti italiani, cultori delle diverse discipline.  
Il primo gruppo, che partecipò all'inizio delle trasmissioni a partire dal mese di aprile del 1946, era composto dallo stesso Servadio, psicoanalista, dall'abate Giuseppe Ricciotti, biblista, autore di una celebre Vita di Gesù Cristo, Ugo Maraldi, fisico e docente universitario, Nicola Perrotti, medico psicologo, vice Alto Commissario per la Sanità Pubblica e lo stesso Silvio D'Amico, giornalista e critico teatrale.
La formula venne successivamente semplificata: venivano invitati cinque intellettuali, uno dei quali fungeva da moderatore, i quali dovevano confrontarsi su di un tema d'interesse generale, che veniva rivelato loro solo il giorno precedente.
Il programma era settimanale, curato dalla direzione servizi giornalistici e andava in onda sul Programma Nazionale.